# Montbrelloz
Montbrelloz is een plaats en voormalige gemeente in het district Broye van het kanton Fribourg in Zwitserland. Op 1 januari 2016 fuseerde de gemeente met Autavaux en Forel tot de gemeente Verney, die op 1 januari 2017 opging in de huidige gemeente Estavayer.

## Geografie
Montbrelloz ligt in de exclave Estavayer van kanton Fribourg in kanton Vaud. De oppervlakte van de gemeente bedraagt 1.87 km².
- Hoogste punt: 506 m
- Laagste punt: 483 m

## Bevolking
De gemeente heeft 322 inwoners (2005). De meerderheid in Montbrelloz is Franstalig (97%, 2000) en Rooms-Katholiek (76%).

## Economie
44% van de werkzame bevolking werkt in de primaire sector (landbouw en veeteelt), 0% in de secundaire sector (industrie), 56% in de tertiaire sector (dienstverlening).

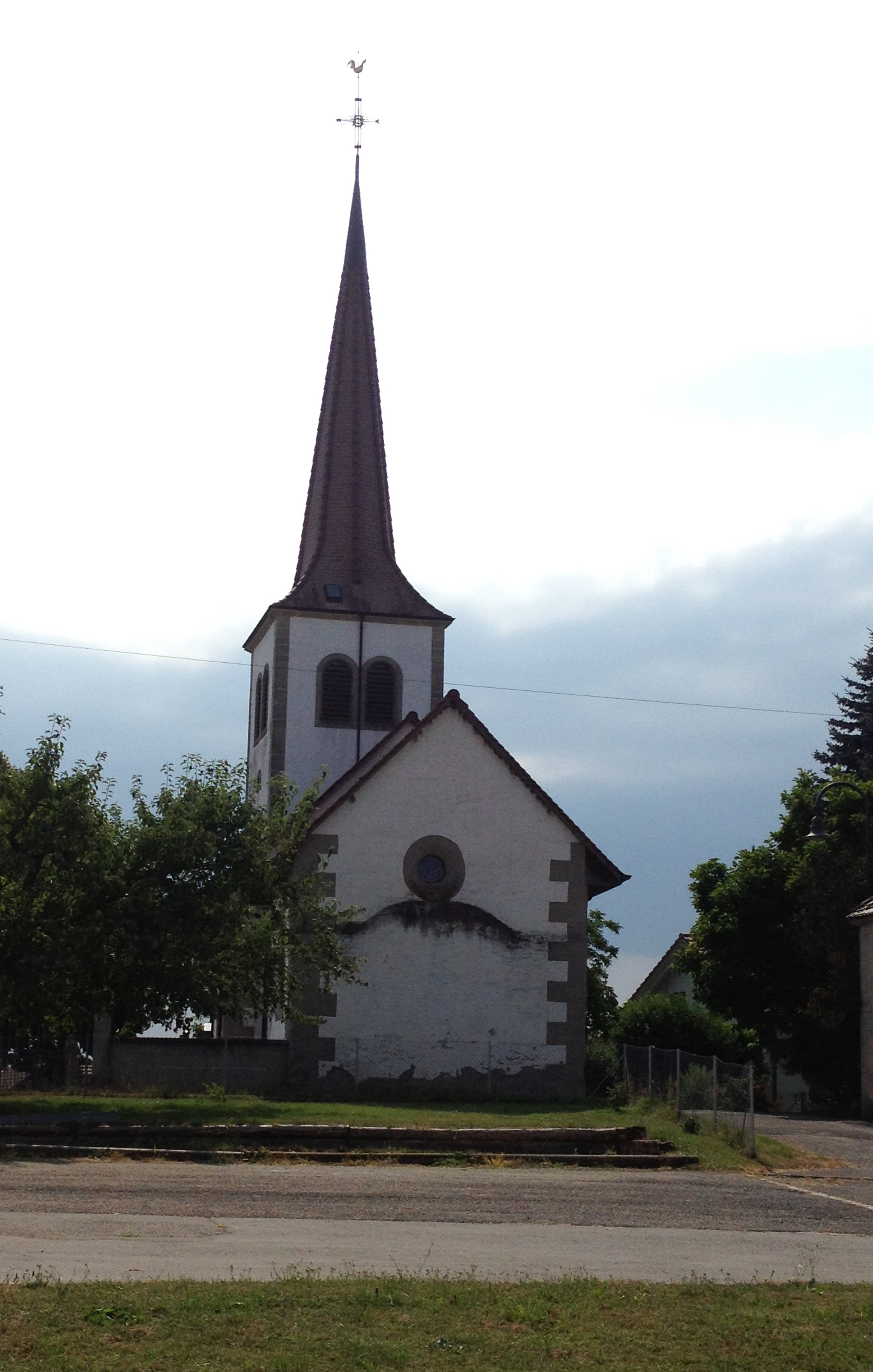
De oude kerk van Montbrelloz